# Коса Можга
Коса Можга́ (рос. Косая Можга) — присілок у Вавозькому районі Удмуртії, Росія.
Населення — 28 осіб (2010; 67 в 2002).
Національний склад (2002):
- удмурти — 79 %

Урбаноніми:
- вулиці — Зелена, Центральна